# Minardi M02
Minardi M02 — гоночный автомобиль Формулы-1, разработанный командой Minardi и построенный для участия в чемпионате 2000 года.

## История
Перед началом сезона 2000 года команда получила в своё распоряжение двигатель Fondmetal (он же - Cosworth Zetec-R) и рассчитывала на серьёзную прибавку в результатах. Но оказалось что этот двигатель уже практически устарел, так как был создан лёгкий и более мощный Cosworth CR-1. И как ни старались инженеры Minardi, но улучшения в результатах команды так и не наступило, несмотря даже на обновлённое на 85% шасси и доработку мотора.
Шасси получилось изящным и аккуратным, выкрашенным в жёлтые цвета компании Telefonica. Однако нехватка средств и, в итоге, тестовых километров сказались на подготовке к гонкам.
В зачёт Кубка конструкторов команда не набрала ни одного очка и не получила классификации. В конце года команда была продана австралийскому предпринимателю Полу Стоддарту.

## Результаты гонок
| Год  | Шасси | Двигатель         | Шины | Пилоты    | 1    | 2    | 3    | 4   | 5   | 6    | 7    | 8   | 9    | 10  | 11   | 12   | 13  | 14  | 15   | 16   | 17   | Место | Очки |
| ---- | ----- | ----------------- | ---- | --------- | ---- | ---- | ---- | --- | --- | ---- | ---- | --- | ---- | --- | ---- | ---- | --- | --- | ---- | ---- | ---- | ----- | ---- |
| 2000 | M02   | Fondmetal V10 3,0 | B    |           | АВС  | БРА  | САН  | ВЕЛ | ИСП | ЕВР  | МОН  | КАН | ФРА  | АВТ | ГЕР  | ВЕН  | БЕЛ | ИТА | США  | ЯПО  | МАЛ  | НКЛ   | 0    |
| 2000 | M02   | Fondmetal V10 3,0 | B    | Жене      | 8    | Сход | Сход | 14  | 14  | Сход | Сход | 16  | 15   | 8   | Сход | 15   | 14  | 9   | 12   | Сход | Сход | НКЛ   | 0    |
| 2000 | M02   | Fondmetal V10 3,0 | B    | Маццакане | Сход | 10   | 13   | 15  | 15  | 8    | Сход | 12  | Сход | 12  | 11   | Сход | 17  | 10  | Сход | 15   | 13   | НКЛ   | 0    |

| Легенда к таблице |                                                                    |
| --- | ------------------------------------------------------------------ |
| В таблице перечислены результаты всех Гран-при Формулы-1, в которых использовался автомобиль. Строками таблицы являются сезоны, столбцами — этапы чемпионата мира. В каждой клетке указаны сокращённое название этапа и результат, дополнительно обозначенный цветом. Расшифровка обозначений и цветов представлена в нижеследующей таблице. |                                                                    |
| \| Пример \| Описание \| \| ------------ \| ------------------------------------------------------------------ \| \| 1 \| Победитель \| \| 2 \| Второе место \| \| 3 \| Третье место \| \| 5 \| Финишировал, заработав очки \| \| Сход \| Не финишировал, но при этом заработал очки \| \| 12 \| Финишировал, не получив очков \| \| НКЛ \| Финишировал, но не попал в финальную классификацию \| \| 15 \| Участвовал вне зачёта, либо по отдельной классификации \| \| 18 \| Не финишировал, но попал в финальную классификацию \| \| Сход \| Не финишировал \| \| НКВ \| Не прошёл квалификацию \| \| НПКВ \| Не прошёл предквалификацию \| \| ДСК \| Дисквалифицирован \| \| ИСК \| Исключён из протокола соревнований \| \| ТТ \| Заявлен для участия только в тренировках \| \| НС \| Участвовал в квалификации, но не стартовал в гонке \| \| Т \| Травмирован или болен \| \| ОТК \| Отказ от участия \| \| НТР \| Прибыл на соревнования, но на трассу не выезжал \| \| НПР \| Был заявлен в числе участников, но не прибыл к началу соревнований \| \| О \| Соревнования отменены \| \| \| Не участвовал \| \| Поул-позиция \| \| \| Быстрый круг \| \| |                                                                    |
| Пример | Описание                                                           |
| 1 | Победитель                                                         |
| 2 | Второе место                                                       |
| 3 | Третье место                                                       |
| 5 | Финишировал, заработав очки                                        |
| Сход | Не финишировал, но при этом заработал очки                         |
| 12 | Финишировал, не получив очков                                      |
| НКЛ | Финишировал, но не попал в финальную классификацию                 |
| 15 | Участвовал вне зачёта, либо по отдельной классификации             |
| 18 | Не финишировал, но попал в финальную классификацию                 |
| Сход | Не финишировал                                                     |
| НКВ | Не прошёл квалификацию                                             |
| НПКВ | Не прошёл предквалификацию                                         |
| ДСК | Дисквалифицирован                                                  |
| ИСК | Исключён из протокола соревнований                                 |
| ТТ | Заявлен для участия только в тренировках                           |
| НС | Участвовал в квалификации, но не стартовал в гонке                 |
| Т | Травмирован или болен                                              |
| ОТК | Отказ от участия                                                   |
| НТР | Прибыл на соревнования, но на трассу не выезжал                    |
| НПР | Был заявлен в числе участников, но не прибыл к началу соревнований |
| О | Соревнования отменены                                              |
| | Не участвовал                                                      |
| Поул-позиция |                                                                    |
| Быстрый круг |                                                                    |